# ŠNK Dunav Sotin
ŠNK Dunav Sotin je nogometni klub iz Sotina.
U sezoni 2020./21. se natječe se u 3. ŽNL Vukovarsko-srijemska NS Vukovar.

## Povijest
Športski nogometni klub "Dunav" Sotin osnovan je 1937. godine.

## Vanjske poveznice
- Službene stranice kluba